# تاریخچه اقتصاد اسلامی
در فاصلهٔ بین قرون نهم تا چهاردهم میلادی، جهان اسلام مفاهیم پیشرفته بسیاری از جمله: تکنیکها و کاربردهای آن در تولید، سرمایه‌گذاری، امور مالی، توسعه اقتصادی، مالیات، استفاده از دارایی مانند حواله، یک سیستم انتقال ارزش غیررسمی اولیه، امانت‌های اسلامی معروف به وقف، سیستم‌های قراردادی متکی به تجار، یک ارز مشترک گسترده، چک‌ها، سفته‌ها، قراردادهای اولیه، قبوض مبادله و مواردی از این قبیل این را توسعه داد.
مفاهیم خاص اسلامی شامل پول، املاک، مالیات، خیریه و ارکان اسلام شامل موارد زیر است:
- زکات ("مالیات بعضی از کالاها مانند برخی از محصولات کشاورزی که موارد اختصاص این مالیات‌ها برای گسترش دادن به صراحت تعریف شده است، مانند کمک به نیازمندان")؛
- غرار ("متع شانس … یعنی وجود هر عنصر عدم اطمینان در یک قرارداد (که نه تنها بیمه بلکه وام گرفتن پول بدون مشارکت در زیان را نیز شامل می‌شود)) و
- ربا ("هر نوع اختلاف بیش از حد یا غیرقابل توجیه بین اشیاء مبادله شده "[۱]).

این مفاهیم مانند دیگر مفاهیم در حقوق اسلامی و فقه از حکایات و احادیث پیامبر گرفته شده‌اند که همه با هم جمع شده و توسط مفسران نظام مند شدند و طبق روشی القائی و عملی مورد استفاده قرار می‌گیرند. گاهی اوقات از منابع دیگر مانند العرف (سنت) , العقل (دلیل) یا الاجماع (اجماع فقها) گرفته شده است. علاوه بر این قوانین اسلامی در برخی از زمینه‌های حقوقی مطابق قوانین سکولار مربوط به قرارداد‌ها و شبه جرم‌ها تعمیم یافته‌اند.
اندیشمندان معاصر اسلامی بسیار به عقاید کلاسیک توجه می‌کنند. اقتصاد مدرن اسلامی در دهه ۱۹۴۵ پدیدار شد و از سال ۲۰۰۴ بانک‌های اسلامی در بیش از ۸ کشور تأسیس شدند و بهره در سه کشور پاکستان، ایران و سودان ممنوع اعلام شد.

## اقتصاد اولیه اسلامی
یکی از سیاست‌های اقتصادی زمان پیامبر اسلام ممنوعیت شارژ هزینه‌ها و اجاره و ممنوعیت ثبات ساختمان‌ها در بازار مدینه بوده است و تنها استفاده از چادر مجاز شمرده می‌شد. گفته می‌شود این امر برای کمک به معامله گران فقیر بوده.

## موسسات حقوقی

### نمایندگی حواله
حواله یک سیستم انتقال ارزش غیررسمی اولیه است که منشأ آن در قوانین کلاسیک اسلامی است و در متون فقهی اوایل قرن هشتم نیز ذکر شده است. خود حواله بعدها بر توسعهٔ نمایندگی تأثیر گذاشت. کلمات Aval در حقوق فرانسه و Avallo در حقوق ایتالیا از واژه حواله گرفته شده‌اند. انتقال بدهی در قانون روم مجاز نبود اما در اروپا ی قرون وسطی به‌ویژه در معاملات تجاری بسیار مورد استفاده قرار می‌گرفت که این به سبب وسعت زیاد معاملات انجام شده بین شهرهای ایتالیا و جهان اسلام در قرون وسطا بود. همچنین این نمایندگی یک نهاد ناشناخته در قانون روم محسوب می‌شد زیرا مطابق با این قانون "هیچ کس نمی‌تواند از طرف شخص دیگری به عنوان نمایندهٔ خود قرارداد الزام آور منعقد کند." در قوانین روم خود پیمانکار طرف معامله در نظر گرفته شده بود و برای انتقال حق و تعهدات ناشی از قرارداد به او، دومین قرارداد بین شخصی که به نمایندگی از یک فرد مهم عمل کرده است و شخصی که حق و تعهدات ناشی از قرارداد را به وی منتقل می‌شود منعقد می‌شد. از سوی دیگر قانون اسلامی و بعد از آن حقوق عرفی به‌طور کلی تا به حال هیچ مشکلی در پذیرش نمایندگی به عنوان یکی از نهادهای خود در زمینه قراردادها و تعهدات نداشته‌اند."

### وقف
وقف در احکام اسلامی، که در دوران طلایی اسلام از قرن هفتم تا نهم توسعه یافت، شباهت قابل توجهی به قانون تراست انگلیسی دارد. هر وقفی ملزم به داشتن واقف (بنیانگذار)، متولی، قاضی و ذی نفعان بود. تحت یک وقف یا یک تراست، «اموال محفوظ است، و حق انتفاع آن برای منافع افراد خاص یا برای یک هدف خیرخواهانه عمومی اختصاص داده می‌شود؛ این مجموعه غیرقابل انکار می‌شود؛ املاک می‌توانند بدون توجه به قانون ارث یا حقوق ورثه مادام العمر به نفع ذی نفعان متواتر ایجاد شوند؛ و تداوم این امر با انتصاب متوالی متولی تأمین می‌شود.»
تنها تمایز قابل توجه میان وقف اسلامی و تراست انگلیسی «بازگشت صریح یا ضمنی وقف به اهداف خیرخواهانه در صورت از بین رفتن هدف مشخص آن است»، گرچه این تفاوت فقط در مورد وقف اهلی (امانت در خانواده اسلامی) صدق می‌کرد و نه وقف خیری (که از ابتدای تأسیس به هدفی خیرخواهانه اختصاص یافته است). تفاوت دیگر واگذاری «املاک حقوقی» انگلیسی به املاک امانتی در متولی بود، اگرچه «متولی هنوز مجبور بود که آن اموال را به نفع ذی نفعان اداره کند.» از این نظر، «نقش متولی انگلیسی دیگر تفاوت قابل توجهی با نقش متولی در اسلام ندارد.»
قانون تراست در انگلیس در زمان جنگ‌های صلیبی طی قرون دوازدهم و سیزدهم توسط صلیبیان، که احتمالاً تحت تأثیر نهادهای وقفی در خاورمیانه بوده‌اند، وضع شد.
پس از تثبیت بنیان قانون وقف اسلامی و تأسیس مدرسه در قرن دهم، تعداد بیمارستان در سرزمین‌های اسلامی چند برابر شد. در قرن یازدهم، هر شهر اسلامی حداقل چندین بیمارستان داشت. موسسات وقف بودجه بیمارستان‌ها را برای هزینه‌های مختلفی تأمین می‌کرد، از جمله دستمزد پزشکان، چشم‌پزشکان، جراحان، شیمی‌دانان، داروسازان، اهالی داخلی و سایر کارکنان، خرید مواد غذایی و دارو. تجهیزات بیمارستانی مانند تخت، تشک، کاسه و عطر، و تعمیرات ساختمانها. وقف همچنین بودجه ای را برای مدارس پزشکی اختصاص می‌داد و درآمد ناشی از آنها هزینه‌های مختلفی مانند نگهداری و پرداخت حقوق معلمان و دانش آموزان را تأمین می‌کرد.

## تجارت کلاسیک مسلمانان
سیستم‌های قرارداد متکی به تجار بسیار مؤثر بودند. بازرگانان با پولی که از طریق سرمایه گذاران ثروتمند به آنها وام داده می‌شد یا از طریق سرمایه‌گذاری مشترک چندین بازرگان که اغلب آنان مسلمان بودند خرید و فروش می‌کردند. به تازگی مجموعه ای از اسناد و مدارک در کنیسه مصر پیدا شده است که بسیار دقیق زندگی بازرگانان قرون وسطیقرون وسطی را در خاورمیانه برای ما روشن می‌سازد. مشارکت تجاری باعث ایجاد سرمایه‌گذاری‌های مشترک، اوراق قرضه خویشاوندی و شبکه‌های تجاری می‌شد که مسافت‌های طولانی را پوشش می‌داد. در طول قرن نهم بانک‌ها می‌توانستند چکی که در بغداد صادر شده بود را در مراکش دریافت کنند.
مفاهیم رفاه و حقوق بازنشستگی در قوانین اولیهٔ اسلامی به عنوان اشکال زکات، از ارکان پنجگانه اسلام، از زمان خلیفه عباسی المنصور در قرن هشتم معرفی شده بودند. مالیات‌ها (از جمله زکات و جزیه) که در در خزانه اسلامی دولت جمع‌آوری شده بود و برای تأمین درآمد برای نیازمندان از جمله افراد فقیر، سالخورده، یتیم، بیوه و معلول استفاده می‌شد. به گفته فقیه اسلامی غزالی انتظار می‌رود دولت در صورت بروز فاجعه و قحطی، مواد غذایی را در هر منطقه ذخیره کند بدین ترتیب خلافت به ویژه خلافت عباسی یکی از نخستین دولت‌های رفاه بود

### اقتصاد در خلافت و امپراتوری‌های اسلامی
در انقلاب کشاورزی عرب قرون وسطی، تحولی اجتماعی در نتیجه تغییر قوانین مالکیت زمین صورت گرفت که حق خرید، فروش، رهن و به ارث بردن زمین را به افراد از هر جنسیتی می‌داد.
در دوران خلافت اشکال اولیه سرمایه‌داری و بازار آزاد وجود داشت. اقتصاد اولیه بازار و شکل اولیه سرمایه‌داری بازرگانی بین قرن هشتم و دوازدهم شکل گرفت. اقتصاد پولی قدرتمندی مبتنی بر گردش گسترده ارز رایج دینار و ادغام مناطق پولی مستقل قبلی توسعه یافت. تکنیک‌های تجاری و اشکال سازمان بازرگانی که در این مدت به کار گرفته شدند شامل قراردادهای زودهنگام، اسکناس، تجارت بین‌المللی از راه دور، اشکال اولیه مشارکت مانند مشارکت محدود مضاربه و اشکال اولیه اعتبار، بدهی، سود، ضرر، سرمایه مال، انباشت سرمایه،  سرمایه در گردش، هزینه سرمایه، درآمد، چک، سفته، تراست (وقف)، حساب پس‌انداز، حساب معاملات، وثیقه، وام، نرخ ارز، بانکداران، صرافی‌ها، دفترها، سپرده‌ها، واگذاری‌ها، سیستم حسابداری دوطرفه و دادخواست‌ها. بنگاه‌های سازمانی مشابه ابرشرکت مستقل از دولت نیز در جهان اسلام قرون وسطایی وجود داشته است. بسیاری از این مفاهیم از قرن سیزدهم به بعد در اروپای قرون وسطایی به تصویب رسید و توسعه بیشتری یافت.

### سرمایه‌داری اسلامی
تصور می‌شود که اشکال اولیه سوداگرایی و سرمایه‌داری در دوران طلایی اسلام از قرن نهم ایجاد شده است.
تجارت اسلامی در اوایل شکل‌گیری خود مفاهیم و فنون متعددی را بکار برد، از جمله اسکناس‌ها، اشکال گوناگون شراکت همچون مشارکت محدود (مضاربه) و اشکال اولیه سرمایه، انباشت سرمایه، چک، سفته، تراست (وقف)، حسابهای معاملاتی، وامها، دفترها و واگذاری‌ها. بنگاه‌های سازمانی مستقل از دولت نیز در جهان اسلام قرون وسطایی وجود داشتند، و نهاد آژانس نیز در این دوره معرفی شد. اروپای قرون وسطایی بسیاری از این مفاهیم را از قرن سیزدهم به بعد پذیرفته و توسعه داده است.
اقتصاد بازار در جهان اسلام بر اساس سیستمی اقتصادی همانند سرمایه‌داری بازرگانی ایجاد شد. نیروی کار باعث شکل‌گیری سرمایه در جامعه اسلامی قرون وسطایی شد و تعداد قابل توجهی از صاحبان صندوق‌های پولی و فلزات گرانبها سرمایه مالی ایجاد کردند. سرمایه داران بین قرن نهم و دوازدهم در اوج قدرت خود ایستادند، اما پس از ورود ایکتا (صاحبان زمین) و انحصار تولید توسط دولت، نفوذ آنها کاهش یافت. این روندها مانع هرگونه پیشرفت سرمایه‌داری صنعتی در جهان اسلام شدند. اما برخی از شرکت دولتی همچنان شیوه تولید بر اساس سرمایه‌داری را حفظ کردند که از این میان می‌توان از غواصی مروارید در عراق و صنعت نساجی در مصر نام برد.
از قرن یازدهم تا سیزدهم، «کریمی‌ها» که یک شرکت و گروه شرکتی تحت کنترل تعدادی کارآفرین بود، بیشتر اقتصاد جهان اسلام را تحت سلطه خود درآورد.
این گروه توسط حدود پنجاه تاجر مسلمان تحت عنوان «کریمی‌ها» اداره می‌شد که اصالتاً یمنی، مصری و گاهی هندی بودند. هر تاجر کریمی ثروت قابل توجهی داشت، به طوری که ثروتشان از حداقل صد هزار دینار به ده میلیون دینار می‌رسید. این گروه در مهم‌ترین بازارهای شرقی نفوذ قابل توجهی داشت و گاهی از طریق فعالیتهای تأمین مالی و همچنین از طریق ارتباط خود با مشتریان مختلفی از جمله امیران، سلاطین، وزیران، بازرگانان خارجی و مصرف‌کنندگان عادی، سیاست را تحت تأثیر قرار می‌داد. کریمی‌ها بر بسیاری از مسیرهای تجاری از طریق دریای مدیترانه، دریای سرخ و اقیانوس هند و تا فرانسه در شمال، چین در شرق و جنوب صحرای آفریقا در جنوب تسلط داشتند، جایی که از معادن طلا به دست می‌آوردند. از جمله روش‌ها و ترفندهایی که کریمی‌ها بکار می‌گرفتند استفاده از کارگذاران، تأمین مالی پروژه‌ها جهت کسب سرمایه، و ایجاد مؤسسه مالی برای وام و سپرده بود.

### سوسیالیسم اسلامی
اگرچه به نظر می‌رسد اقتصاد اسلامی قرون وسطایی تا حدودی به نوعی از سرمایه‌داری شباهت داشته است، اما برخی معتقدند که این امر پایه و اساس توسعه سرمایه‌داری مدرن را بنا نهاده است، و برخی دیگر اقتصاد اسلامی را نه صرفاً سرمایه‌داری و نه صرفاً سوسیالیستی می‌دانند، بلکه تعادلی بین این دو، که هم بر «آزادی اقتصادی فردی و هم بر لزوم خدمت به منافع مشترک» تأکید دارد.
از نظر بسیاری، ابوذر غفاری، یکی از اصحاب حضرت محمد (ص)، بنیانگذار سوسیالیسم اسلامی است.
مفاهیم رفاه و مزایای بازنشستگی به شکل زکات (خیریه)، یکی از پنج ارکان اسلام، در زمان خلیفه راشدین عمر بن خطاب در قرن هفتم وارد قوانین اسلامی شدند. این عمل تا دوران خلافت عباسی ادامه یافت، همان‌طور که در حکومت مأمون در قرن هشتم مشاهده شد. مالیات جمع‌آوری شده در خزانه‌داری (از جمله زکات و جزیه) برای تأمین درآمد افراد بی بضاعت از جمله افراد فقیر، مسن، یتیم، بیوه و معلول استفاده می‌شد. به گفته فقیه اسلامی غزالی (الگازل ،۱۰۵۸–۱۱۱۱)، از دولت نیز انتظار می‌رفت که در صورت بروز فاجعه یا قحطی، مواد غذایی را در مناطق مختلف ذخیره کند. بدین ترتیب، خلافت اولین دولت رفاهی جهان محسوب می‌شود.

### تجارت
در دوره طلایی اسلام، مناطق جدا شده با یک شبکه تجاری گسترده که از اقیانوس اطلس و دریای مدیترانه در غرب تا اقیانوس هند و دریای چین جنوبی در شرق امتداد یافته بود، تماس داشتند و بخش اعظم جهان قدیم را از جمله مناطق قابل توجهی از آسیا و آفریقا و بسیاری از اروپا را با شبکه‌های تجاری خود پوشش می‌دادند. سکه‌های نقره عربی(درهم) در سراسر آفریقا و اوراسیا، از صحرای آفریقا در جنوب تا شمال اروپا پخش شده بودند و اغلب در ازای خرید کالاها و بردگان استفاده می‌شدند.
این امر در قرن‌های هفتم تا سیزدهم به تأسیس خلافت راشدین، بنی امیه، عباسیان و فاطمیان به عنوان قدرتهای اقتصادی پیشرو در جهان کمک کرد.
به دلیل تحریم‌های مذهبی مخالف بدهی، مسلمانان تامیلی ساکن آسیای جنوبی و جنوب شرقی در طول تاریخ مبدل پول بوده‌اند (نه وام دهنده پول).

### شاخص سهام اسلامی
در ژوئن ۲۰۰۵، شاخص‌های داو جونز در نیویورک و اوراق بهادار RHB در کوالالامپور برای راه اندازی مجموعه جدید «شاخص اسلامی مالزی» با ۴۵ سهام به نمایندگی از شرکت‌های مالزیایی که مطابق با الزامات مبتنی بر شرع هستند، همکاری کردند. برای مثال، مجموع بدهی‌های نقدی به علاوه بهره اوراق بهادار و حساب‌ها و اسناد دریافتنی باید کمتر از ۳۳ درصد متوسط سرمایه‌گذاری دوازده‌ماهه باشد.  همچنین «قمار» بر مشتقات و سرمایه‌گذاری در شرکت‌های مستهجن یا شرکت‌هایی که تولیدکننده گوشت خوک هستند نیز غیرقابل قبول است. اوراق مشارکت اسلامی به منظور رعایت ممنوعیت‌های دینی از بازده دارایی برای پرداخت سرمایه گذاران استفاده می‌کند و در حال حاضر به‌صورت خصوصی در بازار فرابورس معامله می‌شوند. در اواخر دسامبر سال ۲۰۰۹، مالزی اعلام کرد که در نظر دارد امکاناتی را برای تجارت بدهی مطابق با شرع را در بورس خود به عنوان بخشی از برنامه جذب سرمایه گذاران جدید فراهم کند.